# Ali Bendebka
Ali Bendebka est un footballeur international algérien né le 13 septembre 1976 à Kouba en Algérie. Il mesure 185 cm pour 68 kg. Il joue au poste de milieu offensif, son dernier club est le MSP Batna pour lequel il portait le maillot no 10.
Il compte 5 sélections en équipe nationale entre 1998 et 2004.

## Carrière
- juillet 1999-juin 2005 : NA Hussein Dey
- juillet 2005-décembre 2005 : MKE Ankaragücü
- janvier 2006-juin 2006 : US Biskra
- juillet 2006-juin 2007 : Jeunesse sportive de Kabylie
- juillet 2007-juin 2009 : MSP Batna [1],[2]